# ETA
Euskadi Ta Askatasuna ali ETA (baskovsko Baskovska domovina in svoboda) je bila paravojaška baskovska teroristična organizacija. Evropska unija, OZN in ZDA so jo prištevale med teroristične organizacije.  
Etin cilj je bil ustanovitev neodvisne socialistične baskovske države na območju pokrajine Baskije med Španijo in Francijo, kjer prebivajo Baski. Organizacija je izvršila okrog 900 ubojev in več deset ugrabitev. Ustanovljena je bila leta 1959 kot odgovor na represijo frankističnega režima nad baskovsko kulturo in jezikom in se je iz skupine, ki je zagovarjala tradicionalni način življenja, hitro razvila v skupino, ki se z orožjem bori za neodvisnost.
Delovala je v celotni Španiji, financirala pa se pretežno z ugrabitvami, bančnimi ropi, preprodajo mamil in tako imenovanim pobiranjem »zaščite«. Število napadov je po 11. septembru 2001 padlo, a organizacija ni prenehala z nasilnimi dejanji. Za Eto najbolj značilen način napada je bilo podtikanje bomb, predvsem v avtomobilih. Nekaj časa pred eksplozijo so predstavniki ETA običajno opozorili medije z enim ali več telefonskimi klici.
ETA je delovala predvsem v Španiji, še posebej v Baskiji, Navarri in nekaj manj v Madridu, Barceloni in turističnih delih španske sredozemske obale. Približno 65 % Etinih pobojev je bilo izvršenih v Baskiji, sledi Madrid s 15 %. Organizacija je umorila na stotine ljudi, med njimi okoli 340 civilistov, in jih ugrabila na ducate, v njihovih akcijah proti tako imenovanim sovražnikom baskovskega ljudstva. Več kot 700 pripadnikov je zaprtih po zaporih v Španiji, Franciji in ostalih državah.
22. marca 2006 je ETA razglasila trajno premirje, vendar je 23. septembra istega leta oznanila, da bo nadaljevala oborožen boj vse do baskovske neodvisnosti. 20. oktobra 2011 je ETA sporočila, da se dokončno odpoveduje oboroženemu boju za osamosvojitev Baskije. 2. maja 2018 je objavila pismo, datirano na 16. april 2018, v katerem sporoča, da je dokončno razpustila vso svojo strukturo in končala s politično dejavnostjo.

## Znani napadi
- 1961: prvi ETA napad, neuspešen poskus iztiritve vlaka
- 1968: Melitón Manzanas, šef politične policije v baskovskem mestu San Sebastian, je ubit v prvem Etinem napadu s smrtno žrtvijo[3]
- 19. junij 1987: avtomobilska bomba je eksplodirala v podzemnem parkirišču, ubila je 21 civilistov in jih poškodovala 45
- 17. januar 1996: ugrabitev Joséja Antonia Ortege Lara, civilnega pomočnika v zaporu v Logroño. ETA je zahtevala premestitev zaprtih članov ETA v zameno za njegovo svobodo. Ugrabljenca je rešila policija 532 dni kasneje (1. julija 1997). To je bila najdaljša ugrabitev v zgodovini Španije.
- 10. julij 1997: ugrabitev baskovskega politika Miguela Angela Blanca. Dogodek je povzročil demonstriranje šest milijonov Špancev proti Eti. Organizacija je zahtevala premestitev vseh zaprtih članov ETA bližje Baskiji v 48 urah. Ker vlada pogoja ni izpolnila, je bil Miguel Angel Blanco ustreljen v glavo in umrl 13. julija.
- 30. december 2006: ekplodirala je bomba na terminalu T4 na letališču Madrid Barajas. Dva ekvadorska imigranta, Diego Armando Estacio Civizapa and Carlos Alonso Palate, ki sta počivala v svojih avtih, sta umrla za posledicami eksplozije
- 17. avgust 2008: dve bombi sta eksplodirali na plaži Guadalmar v marini Benalmadena Costa, obe v Málagi. Tretjo bombo, nastavljeno pod mostom A7, so našli in uničili policisti. Zaplet je minil brez poškodb, saj so po Etinem opozorilnem klicu z območja evakuirali več kot 10.000 ljudi.